# René-Albert Fleury
Pour les articles homonymes, voir Fleury.
René-Albert Fleury est un poète français né le 13 septembre 1877 à Donzy (Nièvre) et mort le 15 mars 1950 à Paris.

## Biographie
Il fit carrière dans l'administration, comme sous-préfet puis secrétaire général de préfecture, jusqu'en 1934.
Ami et disciple d'Albert Samain, il est l'auteur d'une dizaine de recueils poétiques d'inspiration intimiste et symboliste. Véritable « porte-lyre », « songe-lune » comme il se plaisait à dire lui-même, il s'intéressa aussi à la philosophie, à la sociologie et au spiritisme, auxquels il consacra de nombreux articles parus dans différentes revues.

## Œuvres
- Les Ombres et les Ors (1906)
- Chansons de la vie et de la mort (1908)
- Le Cadavre et les roses (1910)
- Des joies à la joie (1912)
- Le Royaume pressenti (1918)
- En pleine mer (1922)
- Toute une âme (1924)
- Quelques musiques encore (1929)
- La Matière, la Pensée, l'Être (1939)